# Monravana
La Monravana (en valenciano la Mont-ravana) es un asentamiento ibérico situado a unos 10 km al noroeste de Liria (Valencia, España). Corresponde al tipo de pueblos que configuran las segunda categoría de poblamientos edetanos, con base económica agropecuaria y funcionando como fuentes de aprovisionamiento de la capital.

## Distribución
Tiene una superficie de entre 6000 y 8000 m² y conserva todo el recinto amurallado. Este está construido siguiendo uno de los modelos más sencillos que utilizaban los íberos: constituye, al mismo tiempo que muralla, el muro posterior de las viviendas. En el interior, las viviendas están adosadas entre sí y abiertas a calles que recorren el asentamiento longitudinalmente. 
Las paredes de adobe estaban construidas sobre zócalos de piedra, y ambos encalados y pintados de rojo y blanco. Los suelos estaban apisonados o enlosados. En las casas del sector sur, adosadas a la muralla, se aprecian claramente dos estancias diferenciadas. También adosadas a la muralla se encontraron cinco largas dependencias, probablemente un complejo industrial destinado a la transformación de alimentos, con zonas de molienda, lagares y áreas de prensado. Estos últimos espacios se entienden como anexos del sector doméstico.

## Excavaciones y hallazgos
Las primeras excavaciones las llevó a cabo del Servicio de Investigación Prehistórica de la Diputación de Valencia en 1958, centradas en el extremo norte del poblado. Entre 1978 y 1983 un equipo de la Universidad de Valencia limpió todo el perímetro de la muralla y prosiguió las excavaciones en el poblado, que han continuado de forma inconstante hasta la actualidad. Se han recuperado materiales desde su aparición en el siglo V a. C. hasta su destrucción y abandono a mediados del siglo II a. C. Los principales hallazgos incluyen cerámica ibérica similar a la recuperada en Edeta (Tosal de San Miguel), así como cerámica griega de figuras rojas y algunos textos escritos, aunque destaca la figura de un toro, que es la única muestra de escultura ibérica que se ha encontrado en el Campo de Turia.
En la ladera sur, a unos 53 metros al sudeste de la muralla, se hallaron dos tumbas aisladas en hoyo, con urnas de incineración. Ambas estaban acompañadas de su correspondiente tapadera y muestran decoración geométrica pintada.